# John Owen Dominis
Titre
Prince consort d'Hawaï
29 janvier – 23 août 1891
(6 mois et 25 jours)
John Owen Dominis, né le 10 mars 1832 à Schenectady, dans l'État de New York (États-Unis), et mort le 23 août 1891 à Honolulu (Hawaï), est un militaire et un aristocrate hawaïen qui fut prince consort d'Hawaï entre janvier et août 1891, entant qu'époux de la reine Liliʻuokalani, dernière souveraine du royaume avant la proclamation de la République.

## Biographie

### Famille

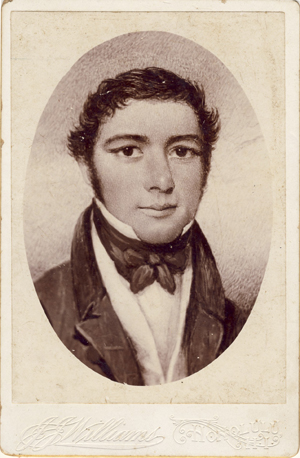
Le capitaine John Dominis (1796-1846), père de John Owen.

Son père, John Dominis (1796–1846), était un capitaine de marine qui est venu en Amérique en 1819 de Trieste pendant les guerres napoléoniennes. Une partie de sa famille était des vénitiens, tandis qu'une autre partie était originaire de l'île de Rab, en Dalmatie. Sa mère, Mary Lambert Jones (1803-1889), était une Américaine d'origine britannique.
Travaillant pour Josiah Marshall à Boston, le capitaine Dominis a navigué depuis l'Amérique du Nord à travers le Pacifique, s'arrêtant souvent dans le royaume d'Hawaï. L'un de ses navires utilisés lors des voyages commerciaux s'appelait "Owhyhee" (une transcription plus ancienne de "O Hawai'i).
Le capitaine a épousé Mary Jones, fille d'Owen Jones et d'Elizabeth Lambert, le 9 octobre 1821, et a eu deux filles, Mary Elizabeth (1825-1838) et Frances Ann Dominis (1829-1843). Vers 1831, ils ont déménagé à Schenectady, et donné naissance à un troisième enfant, un fils : John Owen Dominis, le 10 mars 1832.

### Jeunesse
En 1837, le capitaine a déménagé avec sa femme et son fils de New York à Honolulu, laissant ses deux filles au pensionnat où elles sont mortes jeunes. Par décret, le roi Kamehameha III a attribué des terres à la famille Dominis en 1842, en tant que règlement d'une poursuite avec le consul britannique Richard Charlton. Le capitaine a continué à faire des voyages pour collecter des fonds pour la construction d'une grande maison. En 1846, il a navigué pour la Chine sur le brigadier William Neilson, avec l'intention d'acheter des meubles de fabrication chinoise pour la maison qui était sur le point d'être achevée. Le navire a été perdu en mer, avec l'agent américain George Brown, et Mary est devenue veuve. Cette dernière a ensuite loué une suite de chambres pour subvenir à ses besoins et à son jeune fils John Owen.
John a fréquenté une école de jour dirigée par M. et Mme. Johnston qui était à côté de l'école royale fondée pour les enfants de la noblesse hawaïenne natale. Dominis montait la clôture pour observer les princes et les princesses, et sympathisait avec eux.
Pendant un certain temps, Dominis était commis commercial à San Francisco, et plus tard, il a servi comme commis dans une maison commerciale d'Honolulu. En 1856, il était membre du personnel d'un prince et accompagnait la famille royale lors de leurs voyages à l'étranger.

### Mariage

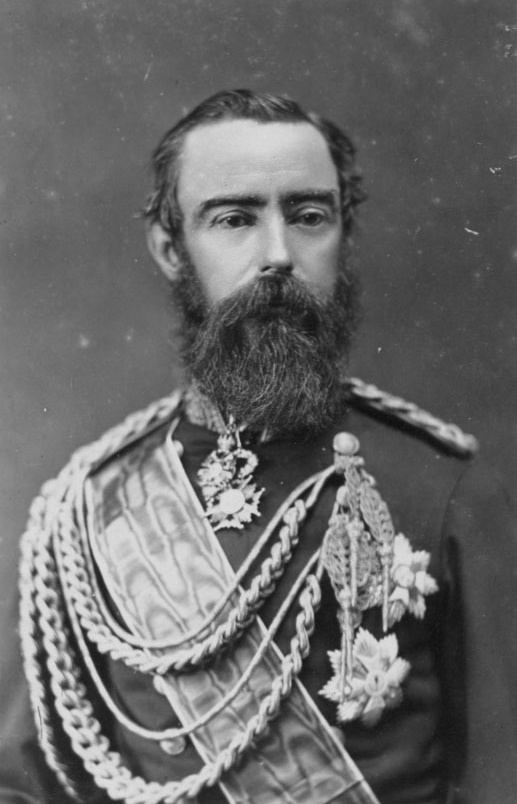
Photographie du prince John Owen Dominis.

Le 16 septembre 1862, Dominis épousa la princesse Lydia, plus tard connue sous le nom de reine Liliʻuokalani, qu'il avait rencontrée durant sa jeunesse à l'école des Johnston. Ils étaient fiancés depuis deux ans, mais ont dû retarder leur mariage en raison de la mort du prince Albert, le jeune fils et héritier du roi Kamehameha IV. Le mariage n'était pas heureux. John a choisi de se socialiser sans elle, et sa mère, Mary Dominis, méprisait sa belle-fille malgré son rang. Liliʻuokalani note dans son autobiographie que sa belle-mère la considérait comme une "intrus", mais qu'elle est devenue plus affectueuse dans ses dernières années.
Son mariage avec Liliʻuokalani et son amitié avec le roi Kamehameha V lui ont valu de nombreux honneurs. Par exemple, il est devenu commandant royal de l'ordre royal de Kamehameha, de l'ordre royal de Kalākaua et de plusieurs autres ordres militaires prestigieux. À partir de 1863, il a siégé au Conseil privé du roi. Dominis a servi de 1864 à 1886 à la Chambre des Nobles entant qu'époux d'une princesse royale, et de 1868 jusqu'à sa mort en tant que gouverneur royal d'Oʻahu. Il a siégé au conseil de santé, au conseil d'éducation, au bureau de l'immigration, et a été quartier-maître général et commissaire des terres de la Couronne. De 1878 à 1886, il a été gouverneur royal de Maui. En 1886, il a été nommé lieutenant-général et commandant en chef.
Selon le témoignage de sa femme, Dominis était un franc-maçon très dévoué.
Mary Dominis est décédée le 25 avril 1889, et lui et Liliʻuokalani ont hérité de sa maison à Honolulu. Liliʻuokalani est devenue reine lorsque son frère, le roi Kalākaua, est décédé le 20 janvier 1891, sans descendance, ce qui a fait de Dominis, le prince consort du royaume. Le prince meurt quelques mois plus tard, le 23 août 1891, au Palais Royal, et est inhumé dans le mausolée royal.

### Descendance
De son mariage avec la reine Liliʻuokalani, Dominis a eu trois enfants :
- Lydia Aholo (1878-1979)[11], princesse royale et fille aînée de la reine. Elle meurt sans postérité ;
- Joseph Kaiponohea (1882-1914)[12], fils aîné de la reine, il est le prince héritier pendant le règne de sa mère. Il meurt sans postérité avant sa mère ;
- John Aimoku (1883-1917)[13], prince royal et second fils de la reine. Il meurt avant sa mère mais lui laisse un héritier, John Owen.